# Robert Culp
Robert Martin Culp, född 16 augusti 1930 i Oakland, Kalifornien, död 24 mars 2010 i Los Angeles, Kalifornien, var en amerikansk skådespelare, regissör och manusförfattare. 
Robert Culp slog igenom i den agent-TV-serien I Spy (1965 - 1968), där han spelade den ena huvudrollen vid sidan av Bill Cosby.
Culp har gästskådespelat i oräkneliga TV-serier som exempelvis Columbo (3 gånger mördare och en gång far till en av mördarna!), Krutrök, Doktor Kildare, Mannen från U.N.C.L.E., Mitt liv som mamma, Rättvisans män, Alla älskar Raymond och Doktor Quinn för att bara nämna några få.
1981 - 1983 spelade han FBI-agenten Bill Maxwell i den humoristiska superhjälteserien Titta han flyger, där William Katt spelade huvudrollen.
Culp var påtänkt som ersättare till Larry Hagmans rollfigur J.R i TV-serien Dallas, när Hagman inte kom överens med filmbolaget om ett nytt kontrakt. Han har också gjort rösten till Doctor Wallace Breen i datorspelet Half-Life 2.

## Filmografi i urval
- 1962 – Disneyland (TV-serie) (dubbelavsnittet Sammy, The Way-Out Seal)
- 1963 – En söndag i New York
- 1964 – 7 män från Texas
- 1964 – Rhino
- 1964 – Med döden i hälarna
- 1965–1967 – I Spy (TV-serie)
- 1969 – Bob & Carol & Ted & Alice
- 1971 – Jakten på bröderna Clemens
- 1971 – Columbo - Death Lends a Hand (TV-film)
- 1971 – Spring för livet
- 1972 – Jakten på Mary Jane
- 1972 – Columbo: The Most Crucial Game (TV-film)
- 1973 – Hetsad
- 1973 – Iskallt experiment
- 1973 – Columbo: Double Exposure (TV-film)
- 1974 – En främlings hemkomst
- 1974 – Skeppsbruten cowboy
- 1975 – Guld för Hitler
- 1976 – Draknästet
- 1976 – Ett steg för långt
- 1976 – Helvetesfloden
- 1976 – Ös på, råskinn
- 1977 – That's Action
- 1977 – Spectre
- 1978 – Roots - The Next Generations
- 1978 – Levande död
- 1979 – Golden Girl
- 1979 – Hot Rod
- 1980 – Black Out
- 1981 – Rivalerna
- 1982 – Thou Shalt Not Kill
- 1983 – National Lampoon's Movie Madness
- 1984 – Utvikningsmördaren
- 1984 – Titta han flyger
- 1984 – Mitt liv som man
- 1985 – Dubbeltrubbel
- 1985 – Turk was here!
- 1985 – Kodnamn Rebecca
- 1986 – Gladiator
- 1986 – Den blå opalen
- 1986 – Combat Academy
- 1987 – Big Bad Mama II
- 1988 – Framgångens pris
- 1990 – Columbo Goes to College (TV-film)
- 1990 – Pucker Up and Bark Like a Dog
- 1990 – Perry Mason: The Case of the Defiant Daughter (TV-film)
- 1990 – Terror på öppet hav
- 1991 – Timebomb
- 1993 – I Spy Returns (TV-film)
- 1994 – Pelikanfallet
- 1995 – Xtro: Watch the Skies
- 1996 – Spy Hard
- 1996 – Mercenary
- 1997 – Most Wanted
- 1999 – Innocents
- 1999 – Unconditional Love
- 1999 – Wanted
- 1999 – Farewell, My Love
- 2000 – President till varje pris
- 2001 – Hunger
- 2005 – Santa's Slay